# Ludomir Wąsowski
Ludomir Stanisław Jan Wąsowski (ur. 30 kwietnia 1862 w Łodzi, zm. 3 kwietnia 1922 w Warszawie) – polski artysta rzeźbiarz.

## Życiorys
Był uczniem Andrzeja Pruszyńskiego. Odbył także studia uzupełniające za granicą. Zadebiutował rzeźbą gipsowego Górala w salonie Aleksandra Krywulta w Warszawie (1887). W 1890 powrócił do rodzinnej Łodzi, gdzie otworzył zakład kamieniarski. Na początku XX w. wyjechał do Rosji, gdzie przebywał kilka lat. Mieszkał m.in. w Moskwie, gdzie wystawiał swoje prace w muzeum historycznym. W 1911 powrócił do Polski, gdzie od 1911 był profesorem w szkole przy Muzeum Rzemiosł i Sztuki Stosowanej w Warszawie.
Realizował głównie pomniki portrety, posągi świętych i dekoracje architektoniczne. Działał głównie na terenie Łodzi i w Warszawie. Liczne pomniki nagrobne zrealizował na Starym Cmentarzu przy ul. Ogrodowej w Łodzi, Cmentarzu Powązkowskim w Warszawie i na cmentarzu ewangelicko-augsburskim w Ozorkowie.
Do jego uczniów należeli m.in.: Wacław Konopka i Henryk Glicenstein.

### Życie prywatne
Był synem urzędnika Banku Polskiego i kustosza Towarzystwa Zachęty Sztuk Pięknych, Franciszka Wąsowskiego i Ludomiry z domu Czaplińskiej. Został pochowany na Cmentarzu Powązkowskim (kwatera: 198, rząd: 1, miejsce: 6).

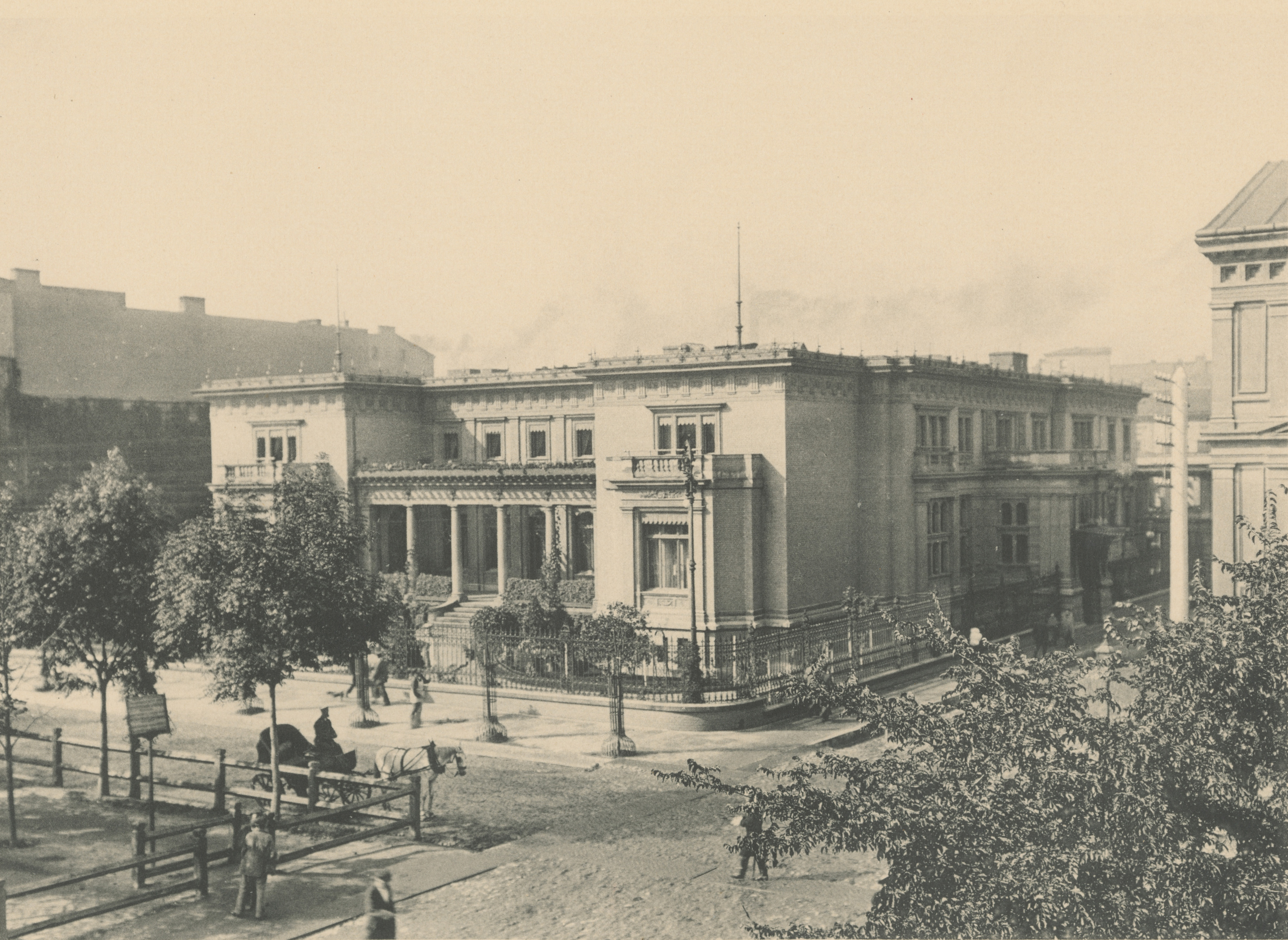
Nieistniejąca willa Kunitzera u zbiegu ówczesnych ulic Benedykta i Spacerowej (fot. Bronisław Wilkoszewski, 1896)

## Znane realizacje
- posąg Górala (1887) pokazywany w Towarzystwie Zachęty Sztuk Pięknych,
- posąg Cieleckiego,
- „Głowa Chrystusa konającego”[2],
- głowa Satyra (1890), pokazywana w Towarzystwie Zachęty Sztuk Pięknych,
- posąg Juliusza Heinzla na Starym Cmentarzu w Łodzi,
- popiersie inżyniera Ignacego Kossobudzkiego na Starym Cmentarzu w Łodzi,
- medalion z portretem łódzkiej aktorki Anieli Wyrwiczówny na Cmentarzu Powązkowskim w Warszawie,
- kamienny nagrobek i medalion Ludomira Lukenbacha na cmentarzu wwangelicko-augsburskim w Warszawie,
- posągi św. Stanisława i św. Wojciecha w kościele Podwyższenia Świętego Krzyża w Łodzi,
- epitafium z popiersiem Mikołaja Drozdowskiego (1896) w Kościele Wniebowzięcia Najświętszej Maryi Panny w Łodzi,
- rzeźby i ornamenty w stylu wiślano-bałtyckim w kościele w Niwce k. Konina,
- dekoracje willi Juliusza Kunitzera przy ul. Spacerowej w Łodzi (obecnie al. Tadeusza Kościuszki)[3].